# Chặng đua MotoGP Đức 2024
Chặng đua MotoGP Đức 2024 là chặng đua thứ 9 của giải đua xe MotoGP 2024. Chặng đua diễn ra từ ngày 5 tháng 7 năm 2024 đến ngày 7 tháng 7 năm 2024 ở trường đua Sachsenring, Đức.
Ở thể thức MotoGP, tay đua giành pole và chiến thắng cuộc đua Sprint race là Jorge Martin của đội đua Pramac. Tuy nhiên Martin đã để ngã xe khi đang dẫn đầu cuộc đua chính, đã để chiến thắng đua chính cùng với ngôi đầu bảng xếp hạng tổng rơi vào tay Francesco Bagnaia của đội đua Ducati Corse.

## Kết quả cuộc đua Sprint race thể thức MotoGP
| Stt                                                              | Số xe | Tay đua               | Đội đua                           | Xưởng đua | Lap | Kết quả        | Xuất phát | Điểm |
| ---------------------------------------------------------------- | ----- | --------------------- | --------------------------------- | --------- | --- | -------------- | --------- | ---- |
| 1                                                                | 89    | Jorge Martín          | Prima Pramac Racing               | Ducati    | 15  | 20:18.904      | 1         | 12   |
| 2                                                                | 88    | Miguel Oliveira       | Trackhouse Racing                 | Aprilia   | 15  | +0.676         | 2         | 9    |
| 3                                                                | 1     | Francesco Bagnaia     | Ducati Lenovo Team                | Ducati    | 15  | +1.311         | 4         | 7    |
| 4                                                                | 23    | Enea Bastianini       | Ducati Lenovo Team                | Ducati    | 15  | +1.458         | 9         | 6    |
| 5                                                                | 21    | Franco Morbidelli     | Prima Pramac Racing               | Ducati    | 15  | +5.600         | 6         | 5    |
| 6                                                                | 93    | Marc Márquez          | Gresini Racing MotoGP             | Ducati    | 15  | +6.281         | 13        | 4    |
| 7                                                                | 12    | Maverick Viñales      | Aprilia Racing                    | Aprilia   | 15  | +6.284         | 7         | 3    |
| 8                                                                | 33    | Brad Binder           | Red Bull KTM Factory Racing       | KTM       | 15  | +9.061         | 11        | 2    |
| 9                                                                | 73    | Álex Márquez          | Gresini Racing MotoGP             | Ducati    | 15  | +9.201         | 5         | 1    |
| 10                                                               | 72    | Marco Bezzecchi       | Pertamina Enduro VR46 Racing Team | Ducati    | 15  | +10.800        | 12        |      |
| 11                                                               | 43    | Jack Miller           | Red Bull KTM Factory Racing       | KTM       | 15  | +13.815        | 16        |      |
| 12                                                               | 49    | Fabio Di Giannantonio | Pertamina Enduro VR46 Racing Team | Ducati    | 15  | +13.960        | 8         |      |
| 13                                                               | 20    | Fabio Quartararo      | Monster Energy Yamaha MotoGP Team | Yamaha    | 15  | +14.432        | 14        |      |
| 14                                                               | 25    | Raúl Fernández        | Trackhouse Racing                 | Aprilia   | 15  | +15.329        | 3         |      |
| 15                                                               | 10    | Luca Marini           | Repsol Honda Team                 | Honda     | 15  | +15.430        | 18        |      |
| 16                                                               | 37    | Augusto Fernández     | Red Bull GasGas Tech3             | KTM       | 15  | +15.493        | 15        |      |
| 17                                                               | 5     | Johann Zarco          | Castrol Honda LCR                 | Honda     | 15  | +16.205        | 19        |      |
| 18                                                               | 30    | Takaaki Nakagami      | Idemitsu Honda LCR                | Honda     | 15  | +20.321        | 17        |      |
| 19                                                               | 6     | Stefan Bradl          | HRC Test Team                     | Honda     | 15  | +23.733        | 21        |      |
| 20                                                               | 87    | Remy Gardner          | Monster Energy Yamaha MotoGP Team | Yamaha    | 15  | +26.366        | 22        |      |
| 21                                                               | 36    | Joan Mir              | Repsol Honda Team                 | Honda     | 15  | +26.668        | 20        |      |
| 22                                                               | 31    | Pedro Acosta          | Red Bull GasGas Tech3             | KTM       | 15  | +26.715        | 10        |      |
| WD                                                               | 41    | Aleix Espargaró       | Aprilia Racing                    | Aprilia   |     | Không tham gia |           |      |
| Fastest sprint lap: Miguel Oliveira (Aprilia) – 1:20.609 (lap 4) |       |                       |                                   |           |     |                |           |      |
| Kết quả chính thức                                               |       |                       |                                   |           |     |                |           |      |

## Kết quả đua chính
| Stt                                                   | Số xe | Tay đua               | Đội đua                           | Xưởng đua | Lap | Kết quả        | Xuất phát | Điểm |
| ----------------------------------------------------- | ----- | --------------------- | --------------------------------- | --------- | --- | -------------- | --------- | ---- |
| 1                                                     | 1     | Francesco Bagnaia     | Ducati Lenovo Team                | Ducati    | 30  | 40:40.063      | 4         | 25   |
| 2                                                     | 93    | Marc Márquez          | Gresini Racing MotoGP             | Ducati    | 30  | +3.804         | 13        | 20   |
| 3                                                     | 73    | Álex Márquez          | Gresini Racing MotoGP             | Ducati    | 30  | +4.334         | 5         | 16   |
| 4                                                     | 23    | Enea Bastianini       | Ducati Lenovo Team                | Ducati    | 30  | +5.317         | 9         | 13   |
| 5                                                     | 21    | Franco Morbidelli     | Prima Pramac Racing               | Ducati    | 30  | +5.557         | 6         | 11   |
| 6                                                     | 88    | Miguel Oliveira       | Trackhouse Racing                 | Aprilia   | 30  | +10.481        | 2         | 10   |
| 7                                                     | 31    | Pedro Acosta          | Red Bull GasGas Tech3             | KTM       | 30  | +14.746        | 10        | 9    |
| 8                                                     | 72    | Marco Bezzecchi       | Pertamina Enduro VR46 Racing Team | Ducati    | 30  | +14.930        | 12        | 8    |
| 9                                                     | 33    | Brad Binder           | Red Bull KTM Factory Racing       | KTM       | 30  | +15.084        | 11        | 7    |
| 10                                                    | 25    | Raúl Fernández        | Trackhouse Racing                 | Aprilia   | 30  | +16.384        | 3         | 6    |
| 11                                                    | 20    | Fabio Quartararo      | Monster Energy Yamaha MotoGP Team | Yamaha    | 30  | +17.235        | 14        | 5    |
| 12                                                    | 12    | Maverick Viñales      | Aprilia Racing                    | Aprilia   | 30  | +18.865        | 7         | 4    |
| 13                                                    | 43    | Jack Miller           | Red Bull KTM Factory Racing       | KTM       | 30  | +25.425        | 16        | 3    |
| 14                                                    | 30    | Takaaki Nakagami      | Idemitsu Honda LCR                | Honda     | 30  | +25.817        | 17        | 2    |
| 15                                                    | 10    | Luca Marini           | Repsol Honda Team                 | Honda     | 30  | +25.854        | 18        | 1    |
| 16                                                    | 37    | Augusto Fernández     | Red Bull GasGas Tech3             | KTM       | 30  | +41.495        | 15        |      |
| 17                                                    | 5     | Johann Zarco          | Castrol Honda LCR                 | Honda     | 30  | +41.952        | 19        |      |
| 18                                                    | 36    | Joan Mir              | Repsol Honda Team                 | Honda     | 30  | +43.145        | 20        |      |
| 19                                                    | 87    | Remy Gardner          | Monster Energy Yamaha MotoGP Team | Yamaha    | 30  | +50.115        | 21        |      |
| 20                                                    | 6     | Stefan Bradl          | HRC Test Team                     | Honda     | 30  | +59.047        | 22        |      |
| Ret                                                   | 89    | Jorge Martín          | Prima Pramac Racing               | Ducati    | 28  | Tai nạn        | 1         |      |
| Ret                                                   | 49    | Fabio Di Giannantonio | Pertamina Enduro VR46 Racing Team | Ducati    | 9   | Lỗi cơ khí     | 8         |      |
| WD                                                    | 41    | Aleix Espargaró       | Aprilia Racing                    | Aprilia   |     | Không tham gia |           |      |
| Fastest lap: Jorge Martín (Ducati) – 1:20.667 (lap 6) |       |                       |                                   |           |     |                |           |      |
| Kết quả chính thức                                    |       |                       |                                   |           |     |                |           |      |

Ghi chú:
- Stefan Bradl bị phạt 3 bậc xuất phát vì lỗi cản trở tay đua khác ở cuộc đua phân hạng
- Augusto Fernandez, Johann Zarco và Stefan Bradl bị phạt 16 giây vì lỗi áp suất lốp xe không đúng quy định[4]

## Bảng xếp hạng sau chặng đua
|   | Stt | Tay đua           | Điểm |
| - | --- | ----------------- | ---- |
| 1 | 1   | Francesco Bagnaia | 222  |
| 1 | 2   | Jorge Martín      | 212  |
|   | 3   | Marc Márquez      | 166  |
|   | 4   | Enea Bastianini   | 155  |
|   | 5   | Maverick Viñales  | 125  |

|  | Stt | Xưởng đua | Điểm |
|  | --- | --------- | ---- |
|  | 1   | Ducati    | 315  |
|  | 2   | Aprilia   | 175  |
|  | 3   | KTM       | 165  |
|  | 4   | Yamaha    | 48   |
|  | 5   | Honda     | 23   |

|  | Stt | Đội đua                           | Điểm |
|  | --- | --------------------------------- | ---- |
|  | 1   | Ducati Lenovo Team                | 377  |
|  | 2   | Prima Pramac Racing               | 267  |
|  | 3   | Gresini Racing MotoGP             | 245  |
|  | 4   | Aprilia Racing                    | 207  |
|  | 5   | Pertamina Enduro VR46 Racing Team | 145  |